# Huang Ju
Huang Ju, chiń. 黄菊 (ur. we wrześniu 1938 w Jiashan, prowincja Zhejiang, zm. 2 czerwca 2007 w Pekinie) – polityk chiński, działacz partii komunistycznej, wicepremier.
W latach 1956–1963 studiował na Uniwersytecie Tsinghua, uzyskując dyplom inżyniera elektryka. Po studiach podjął pracę w przemyśle w Szanghaju. W 1966 wstąpił do Komunistycznej Partii Chin. Uzyskiwał stopniowo awans w hierarchii pracowniczej i partyjnej, w 1983 wszedł w skład stałego komitetu miejskiego partii w Szanghaju, a w 1985 został zastępcą sekretarza Komitetu Miejskiego. W 1986 objął dodatkowo funkcję zastępcy burmistrza Szanghaju. W 1987 na XIII kongresie KPCh został powołany na zastępcę członka Komitetu Centralnego partii; był w tymże roku jednym z kandydatów na stanowisko burmistrza Szanghaju, ale ostatecznie funkcja przypadła Zhu Rongji. Po przejściu Zhu Rongji do rządu centralnego w 1991 (został później premierem Chin) Huang Ju stanął na czele władz miasta, a w 1994 objął także kierownictwo miejskiej organizacji partyjnej. Wybrany w 1992 na członka Komitetu Centralnego KPCh, w 1994 został dokooptowany do Biura Politycznego na IV plenum KC. Stanowisko szefa partii w Szanghaju zachował do 2002, natomiast w gabinecie burmistrza w 1995 zastąpił go Xu Kuangdi.
W 2002 został promowany w skład najwyższych władz Komunistycznej Partii Chin – Stałego Komitetu Biura Politycznego. W oficjalnej hierarchii przywódców państwowych i partyjnych zajmował 6. miejsce. W 2003 objął stanowisko wicepremiera w Radzie Państwa (rządzie), gdzie zajmował się m.in. reformą finansów publicznych i systemu bankowego. Był określany jako członek tzw. „kliki z Szanghaju”, obok m.in. Wu Bangguo, grupy lojalnej przede wszystkim wobec byłego przywódcy Chin Jiang Zemina. Nie zaliczał się do popularnych polityków chińskich, na XVI kongresie partii w 2002 uzyskał najmniej głosów spośród członków Stałego Komitetu Biura Politycznego; jego pozycję osłabiały afery korupcyjne, w które zamieszani byli jego dawni współpracownicy z Szanghaju, m.in. jeden z następców na stanowiskach burmistrza i szefa miejskiej organizacji partyjnej Chen Liangyu, a także sprawy rodzinne – z krytyką rywali politycznych spotkało się małżeństwo jego córki z synem protajwańskiego dziennikarza w San Francisco (1995). W ostatnich miesiącach życia dodatkowo znaczenie Huang Ju osłabił pogarszający się stan zdrowia. Po raz ostatni uczestniczył w życiu publicznym w marcu 2007, uczestnicząc w obradach dorocznej sesji Ogólnochińskiego Zgromadzenia Przedstawicieli Ludowych. Komentatorzy polityczni zwracali uwagę na jego nieobecność na pogrzebie partyjnego weterana Bo Yibo w styczniu 2007, a informacje o śmierci Huang Ju – zdementowane później przez agencje rządowe – pojawiły się już w maju 2007.
Huang Ju zmarł 2 czerwca 2007 po długiej chorobie, prawdopodobnie nowotworowej. Zgon przeciął spekulacje o prawdopodobnej dymisji polityka ze stanowisk partyjnych i państwowych jesienią tegoż roku na kolejnym kongresie Komunistycznej Partii Chin.